# 伏見郵便局
伏見郵便局（ふしみゆうびんきょく）
- 京都府京都市伏見区にある郵便局。本記事で記述する。
- 岐阜県可児郡御嵩町にある郵便局。局番号は24211。

伏見郵便局（ふしみゆうびんきょく）は、京都府京都市伏見区にある郵便局。民営化前の分類では集配普通郵便局であった。

## 概要
住所：〒612-8799 京都府京都市伏見区撞木町1148

### 併設施設
- ゆうちょ銀行伏見店（大阪支店伏見出張所）：取扱店番号441540

## 沿革
- 1871年4月20日（明治4年3月1日） - 日本の近代郵便制度の創設とともに、伏見郵便取扱所として開設[1]。
- 1873年（明治6年） - 伏水（ふしみ）郵便取扱所に改称。後に伏水郵便役所となる[1]。
- 1875年（明治8年）1月1日 - 伏水郵便局（二等）となる。翌日より為替取扱を開始。同年、伏見郵便局に改称[1]。
- 1876年（明治9年）4月1日 - 貯金取扱を開始。同年5月、再び伏水郵便局に改称[1]。
- 1879年（明治12年）7月 - 再び伏見郵便局に改称[1]。
- 1890年（明治23年）4月1日 - 伏見郵便電信局となる[1]。
- 1892年（明治25年）10月1日 - 電信局が分離し、伏見郵便局に戻る[1]。
- 1900年（明治33年）2月15日 - 伏見電信局に編入される形で京都郵便電信局の支局となる[1]。
- 1903年（明治36年）4月1日 - 通信官署官制の施行に伴い伏見郵便局となる[1]。
- 1962年（昭和37年）9月3日 - 伏見区風呂屋町から同区紙子屋町に移転するとともに、電話通話および和文電報受付業務を開始[2]。
- 1979年（昭和54年）4月9日 - 伏見区紙子屋町から同区撞木町に移転。
- 1993年（平成5年）7月1日 - 外国通貨の両替および旅行小切手の売買に関する業務取扱を開始。
- 2007年（平成19年）10月1日 - 民営化に伴い、併設された郵便事業伏見支店、ゆうちょ銀行伏見店に一部業務を移管。
- 2012年（平成24年）10月1日 - 日本郵便株式会社の発足に伴い、郵便事業伏見支店を伏見郵便局に統合。
- 2018年（平成30年）8月27日 - 伏見東郵便局から「601-13xx」「601-14xx」区域（京都市伏見区醍醐地区内および宇治市笠取地区内）の集配業務を移管される。

## 取扱内容

### 伏見郵便局
- 郵便、印紙、ゆうパック、内容証明
- 生命保険、バイク自賠責保険、自動車保険
- 地方公共団体事務（京都市地下鉄バス利用券の交付）
- 「612-00xx」「612-08xx」「601-13xx」「601-14xx」「612-80xx」「612-81xx」「612-82xx」「612-83xx」「612-84xx」区域（京都市伏見区一部地域及び宇治市笠取地区内）の集配業務
- ゆうゆう窓口

### ゆうちょ銀行伏見店
- 貯金、貸付、為替、振替、振込、国際送金、外貨両替、トラベラーズチェック、国債、投資信託、変額年金保険、スルガ銀行の個人ローンの申込
- ATM

## 周辺
- 琵琶湖疏水 伏見インクライン跡
- イズミヤ伏見店

## アクセス
- 近鉄京都線 伏見駅から徒歩約6分
- 京都市バス 伏見インクライン前停留所下車
- 第二京阪道路 城南宮南出入口から東へ約1.5km
- 国道24号沿い
- 駐車場あり：13台